# Guy St. George Robinson
Guy St. George Robinson, britanski general, * 1887, † 1973.